# Pluk redt de dieren
Pluk redt de dieren is de titel een kinderboek van schrijfster Annie M.G. Schmidt uit 2004. De tekeningen zijn van Fiep Westendorp.
Het Nederlandse tijdschrift Margriet publiceerde de Pluk-avonturen tussen september 1968 en januari 1970. Een aantal van deze verhalen werden door Annie M.G. Schmidt herschreven en gebundeld in boekvorm, en in 1971 onder de titel Pluk van de Petteflet uitgebracht.
In 2004, al na Annie M.G. Schmidts overlijden, werden met toestemming van de erfgenamen door dezelfde uitgever de resterende verhalen uit het tijdschrift Margriet gebundeld in boekvorm, onder de titel Pluk redt de dieren.
De gebeurtenissen vallen chronologisch vergeleken met Pluk van de Petteflet nadat Pluk zijn vriendjes Zaza, Aagje, Dollie en meneer Pen heeft leren kennen, maar voor het hoofdstuk Karel met de houten poot en voordat mevrouw Helderder van de hasselbramenjam heeft gegeten.

## Personages
- Pluk
- Aagje
- Mevrouw Helderder (de moeder van Aagje)
- Meneer Pen
- De kakkerlak Zaza
- Spijtebijt
- De beren Moem en Psasj
- Tante Pleeg
- Het Portiertje
- De Weerman

## Verhaal
Pluk maakt kennis met tante Pleeg en haar pleegzoontje Spijtebijt. Spijtebijt is een bijzonder jongetje, want hij is tot zijn 6e door Griezel-beren in Canada opgevoed. Van die beren heeft hij berenmanieren meegekregen, en dat houdt in dat hij begint te bijten als hij zijn zin niet krijgt. Maar na afloop heeft hij altijd spijt (vandaar zijn naam), maar het levert wel de nodige problemen op. Hij moet daarom zelfs een muilkorfje om naar school.
De beren Moem en Psasj, de vroegere pleegouders van Spijtebijt, ontsnappen uit de dierentuin. Spijtebijt voorkomt dat ze teruggebracht worden naar de dierentuin en neemt ze mee naar tante Pleegs flat. Daar kunnen ze ook niet blijven omdat ze niet zindelijk zijn en de altijd waakzame mevrouw Helderder naast tante Pleeg woont. Meneer Pen heeft de oplossing: de beren moeten naar de Weerman worden gebracht. De Weerman experimenteert met diverse klimaten en heeft daarom een stuk grond, waarvan de locatie supergeheim is, dat in verschillende klimaatzones is ingedeeld. Er is vast nog plaats voor de beren in het Gematigd (Bos). Pluk belooft dat Spijtebijt de beren gauw mag opzoeken.
Enige tijd later ontdekken Pluk, Aagje en Spijtebijt een inktvis van de Weerman, en willen die terugbrengen. Spijtebijt gaat ook mee om de beren te bezoeken, maar wanneer dit niet snel genoeg gebeurt bijt hij de weerman en loopt hij weg. In een grot ontdekt hij de beren, maar al snel blijkt dat hij een berenleven in de buitenlucht niet meer gewend is en loopt hij ook bij hen weg. De Weerman en Pluk vinden hem met de jeep, maar eenmaal in de jeep bijt Spijtebijt de Weerman opnieuw omdat deze boos op hem is. Hierdoor rijdt de Weerman de glazen scheidingsmuur kapot die het tropische Tropen-gebied van het Pool-gebied scheidt. Omdat hierdoor het poolijs dreigt te smelten waardoor alles overstroomt, zet de Weerman de vriesknop op zijn hoogst zodat zowel de Pool als de Tropen bevriezen. Pluk redt vervolgens alle verkleumde tropische dieren en gaat moe naar huis. Alleen, want de Weerman wil Spijtebijt niet laten gaan. Spijtebijt moet blijven en strafregels schrijven: 1000 keer Ik mag niet bijten.
Uiteindelijk brengt de Weerman Spijtebijt, Moem en Psasj met de helikopter terug, wanneer Spijtebijt heeft laten zien dat hij wat van dit alles heeft geleerd. Tante Pleeg heeft een groot huis met een grote tuin gekocht, met ruimte voor Spijtebijt en de beren. En Spijtebijt belooft dat hij zal proberen nooit meer iemand te bijten.